# Francisco Pérez
Francisco Pérez Sánchez (Barcellona, 22 luglio 1978) è un ex ciclista su strada e mountain biker spagnolo, professionista dal 2001 al 2011.

## Carriera
Passato professionista nel 2001 con la portoghese Gresco-Tavira, si distinse subito per le sue doti di forte scalatore.
Ottenne i migliori risultati nel 2003, quando in maglia Milaneza-MSS si aggiudicò una tappa e la classifica generale del Gran Premio International MR Cortez-Mitsubishi, nonché una frazione al Tour de Romandie. Tuttavia in quest'ultima competizione incappò in un controllo antidoping, che evidenziò l'utilizzo di EPO, causandone la sospensione per 18 mesi.
A partire dal 2005 passò con la squadra spagnola Iles Baleares, poi rinominata in Caisse d'Epargne, fortemente voluto dall'amico e compagno di allenamento Alejandro Valverde; l'anno dopo vinse la Clásica de Almería. Rimase in squadra fino al 2011, sua ultima stagione da professionista su strada, prima di dedicarsi al mountain biking, specialità cross country, con il team Wild Wolf-Trek.

## Palmarès
- 2003

1ª tappa Gran Premio International MR Cortez-Mitsubishi
Classifica generale Gran Premio International MR Cortez-Mitsubishi
4ª tappa Tour de Romandie
- 2005

1ª tappa Grande Prémio do Centro
Classifica generale Grande Prémio do Centro
- 2006

Clásica de Almería

## Piazzamenti

### Grandi Giri
- Giro d'Italia

2006: 28º
2008: 67º
2009: ritirato (4ª tappa)
- Tour de France

2007: 72º
- Vuelta a España

2005: 52º